# Metacullia
Metacullia là một chi bướm đêm thuộc họ Noctuidae.